# ポール・ディコフ
ポール・ディコフ（Paul Dickov、1972年11月1日 - ）は、スコットランドの元サッカー選手、サッカー指導者。
アーセナルFCでキャリアをスタートさせ、1994年にUEFAカップウィナーズカップで優勝したが、トップチームでは定着できず、ルートン・タウンFC、ブライトン・アンド・ホーヴ・アルビオンFCにレンタル移籍した時期もあった。1996年にマンチェスター・シティFCに移籍するまで、2回の昇格と2回の降格を経験した。2002年にレスター・シティFCに移籍し2シーズン過ごした後、2004年にブラックバーン・ローヴァーズFCに移籍した。2006年にマンチェスター・シティFCに復帰し、その後はクリスタル・パレスFC、ブラックプールFC、レスター・シティ、ダービー・カウンティFC、リーズ・ユナイテッドFCでプレーした。2010年にはオールダム・アスレティックAFCに選手兼任監督として所属した。2013年にドンカスター・ローヴァーズFCの監督に就任した。
代表としては10試合に出場し、1得点を記録した。

## クラブ歴

### アーセナル
リヴィングストンで生まれたディコフは、9歳頃からサッカーを始め、地元のリヴィングストン・ユナイテッドのU-11チームでプレーを始めた。U-13チームでプレーしていたときに、アーセナルFCのスカウト、マルコム・マクレガーの目に留まった。ディコフは1989年にアーセナルの下部組織に入団し、1990年にトップチームに昇格した。イアン・ライトといった主力選手がいたこともあり、ジョージ・グラハム監督の下ではディコフの出場機会は限られていた。1994年にUEFAカップウィナーズカップで優勝したときには控えメンバーだった。1993年にルートン・タウンFC、1994年にブライトン・アンド・ホーヴ・アルビオンFCにレンタル移籍した。

### マンチェスター・シティ
1996年8月22日、75万～100万ポンドの移籍金でマンチェスター・シティFCに移籍した。アラン・ボール監督の下ではこれが最後の契約となった。8月24日のストーク・シティFC戦でデビューを飾った。ボールはこの試合を最後に退任した。次節のチャールトン・アスレティックFC戦では初の先発出場を果たした。ディコフはクラブの混迷期に加入したこともあり、最初のシーズンでは5人の異なる監督（うち暫定監督が2人）の下でプレーした。エイサ・ハートフォード、スティーヴ・コッペル、フィル・ニール監督の下では先発メンバーに名を連ねたが、フランク・クラーク監督の下では出場機会が減り、最終的には25試合5得点でシーズンを終えた。1997-98シーズン開幕時にはトップチームに出場しなかったが、ウーヴェ・レスラーとリー・ブラッドベリーが負傷したため、先発に復帰した。ディコフは9ゴールを挙げてチームの得点王としてシーズンを終えたが、クラブは22位に終わり、クラブ史上初めて3部に降格した。
1998-99シーズンはショーン・ゴーターと前線でコンビを組み、リンカーン・シティ戦でのハットトリックを含む公式戦16ゴールを記録した。シーズン後半の春に調子を上げることから、ジョー・ロイル監督は「クロッカス」というあだ名を付けた。プレーオフ準決勝ファーストレグのウィガン・アスレティック戦では重要な同点ゴールを決めた。このゴールはスプリングフィールド・パークで決められた最後のゴールでもあった。このシーズンで16番目のゴールは特に決定的なもので、ジリンガムとの昇格プレーオフ決勝での後半アディショナルタイムに決めた同点ゴールだった。このゴールで延長戦に持ち込まれ、最終的にはマンチェスター・シティが勝利して2部昇格を決めた。このゴールは、2005年に投票された「シティ史上最高のゴール」に選ばれた。1999-20シーズンもトップチームでの地位を維持した。1999年9月26日に顔面に負傷を負い、歯を失ったにもかかわらず、リーグ戦の最初の15試合はすべて先発出場した。しかし、10月27日のイプスウィッチ・タウン戦で膝の靱帯を負傷し、先発出場は途切れた。負傷中にロバート・テイラーが加入したため、シーズン後半の出場のうち、ほとんどは途中出場であった。シーズン最終戦のブラックバーン・ローヴァーズ戦では途中出場から4点目のゴールを決め、プレミアリーグへの昇格を勝ち取った。
2000-01シーズンにシティにプレミアリーグに復帰したときには、ジョージ・ウェア、パウロ・ワンチョペが加入したため、出場機会が限られると思われたが、ディコフはチーム内での地位を維持した。そのパフォーマンスがスコットランド代表のクレイグ・ブラウン監督の目に留まり、代表に初めて招集された。
シティは2001-02シーズンに再び1部に降格し、ジョー・ロイルの後任としてケビン・キーガンが監督に就任した。チーム内にはパウロ・ワンチョペ、ショーン・ゴーターやダレン・ハッカビー等のストライカーが在籍していたため、出場機会が限られているとディコフは感じていた。2002年2月22日、レスター・シティFCに移籍金15万ポンドで移籍した。

### レスター・シティ
ダービー・カウンティ戦でレスターでのデビューを果たしたが試合は0-3で敗れた。レスターでの初ゴールは6試合目の出場となったブラックバーン・ローヴァーズ戦で、2ゴールを挙げ、クラブとしては4ヶ月ぶりの勝利となった。しかし、そのシーズン、ディコフはあと2ゴールしか決められなかった。レスターは最下位に終わり降格が決まった。2002-03シーズンにはキャリアハイとなる20ゴールを記録した。レスターは2部でポーツマスに次ぐ準優勝となり、トップリーグに復帰した。
2003-04シーズンには13ゴールを記録した。その後レスターは1部に降格し、レスターからの契約延長の申し出を断り、ブラックバーン・ローヴァーズに移籍した。
2003-04シーズンの最終節、古巣のアーセナルと対戦した。アーセナルはプレストン・ノースエンドに次ぎ、最上位リーグを無敗で終えたチームとして歴史に名を刻もうとしていた。前半25分にディコフが先制ゴールを決めたが、アーセナルが逆転して2-1で勝利し、偉業を達成した。

### ブラックバーン・ローヴァーズ
2004年8月14日のウェスト・ブロムウィッチ・アルビオン戦で、後半開始から途中出場しデビューした。次節のサウサンプトン戦で初得点を挙げた。2004-05シーズンのほとんどの試合に出場したが、膝の負傷によりシーズン最後の数週間を欠場した。リーグ戦で10ゴールを挙げてこのシーズンを終えた。2005-06シーズンは、マーク・ヒューズ監督がクレイグ・ベラミー、シェフキ・クキと契約したため、出場機会を確保するのが難しくなった。ウェストハム・ユナイテッド戦でレッドカードを受けたこともあり、シーズン最初の月のほとんどを欠場した。秋には再び試合に出場したが、シーズンが進むにつれて先発出場は減っていった。2006年夏に契約満了に伴いクラブを退団した。

### マンチェスター・シティ復帰
2006年5月26日、マンチェスター・シティに再加入し、2年契約を結んだ。2006-07シーズンの初戦となるチェルシー戦に途中出場したが、0-3で敗れた。その後、1-0で勝利した古巣アーセナル戦を含む次の3試合に先発出場した。
ディコフはシーズン中に背中、膝、つま先など複数の負傷に苦しみ、つま先の負傷では4か月間戦列を離れた。2006-07シーズンは9試合に先発出場し、7試合途中出場したが、1ゴールも記録できなかった。2007年5月、引退後に指導者となることに関心があると発表した。
2007年8月31日、3か月のレンタルでクリスタル・パレスFCに移籍した。2008年1月31日にはサイモン・グレイソン監督率いるブラックプールFCに5月までのレンタルで加入した。ブラックプールFCでのデビュー戦となった古巣レスター・シティ戦では70分に途中出場し、89分に決勝ゴールを決めた。このゴールは2006年1月2日以来の得点となった。ブラックプールでの最初の5試合で5ゴールを決め、3月4日にはPFAによる2月の最優秀選手に選ばれた。レンタルが終わるまでに、ディコフは11試合に出場して6ゴールを記録していた。レンタル終了後マンチェスター・シティに戻り、シーズン終了後に放出された。

### レスター・シティ復帰
レスター・シティからのオファーを一度拒否し、トロントFCとブラックプールFCからのオファーを熟考した後、2008年8月7日にレスターに再加入することを決め、2年契約を結んだ。2008年8月9日のミルトン・キーンズ・ドンズ戦で移籍後初出場し、リーグカップのフラム戦で初ゴールを決めた。リーグ戦合計20試合に出場し、2ゴールを決め、レスターは2008-09シーズンのリーグ1に優勝しシーズンを終えた。
2009年9月28日、ダービー・カウンティFCに翌年1月までレンタル移籍した。ディコフの粘り強いプレースタイルはダービーファンの支持を獲得した。2009年10月24日のクイーンズ・パーク・レンジャーズ戦でダービーでの初ゴールを決めた。レスターに戻った後、2010年2月1日に契約を解除され、新たなクラブを探した。

### リーズ・ユナイテッド
2010年3月3日、リーズ・ユナイテッドFCとシーズン終了までの契約を結んだ。当初はMLSのトロントFCがディコフと契約すると思われていたが、最終的にはリーズと契約することとなった。ディコフは今シーズン既に2つのクラブでプレーしているため、リーズはディコフと契約するためにFIFAから特別な許可を得る必要があった。ブレントフォード戦で控えメンバーに名を連ね、終盤に途中出場してリーズでのデビューを果たした。ミルウォール戦では負傷したジャーメイン・ベックフォードに代わって先発出場した。2009-10シーズン、リーズは2位でフィニッシュし、チャンピオンシップへの昇格を果たしたが、ディコフの契約は更新されなかった。

## 代表歴
1989 FIFA U-16世界選手権でスコットランド代表として出場し、サウジアラビアとの決勝でゴールを決めたが、PK戦では失敗し優勝を逃した。2000年10月7日、2002 FIFAワールドカップ予選のサンマリノ戦に途中出場し、A代表デビューを果たした。この年、クロアチア戦とオーストラリア戦でも途中出場した。クラブでの出場機会が限られていたため、その後2年間代表に選ばれなかった。レスターで好調だった2002年9月に再び代表に招集され、フェロー諸島戦で先発出場を果たした。しかし、不慣れなウィングでの出場となり、ハーフタイムで交代となった。翌年のUEFA EURO 2004予選のフェロー諸島戦で代表初得点を挙げた。代表最後の出場は2004年のノルウェー戦であった。スコットランド代表としては合計10試合に出場し、1得点を記録した。

## 監督歴

### オールダム・アスレティック
2010年6月9日、デイブ・ペニー監督の退任に伴い、オールダム・アスレティックAFCに選手兼任監督として1年契約を結んだ。選手としてはオールダムが最後のクラブになると思われていた。オールダムでの監督としての初陣はライバルのトレンメア・ローヴァーズ戦で、デール・スティーブンスが2得点を挙げて2-1で勝利した。選手としては2010年9月4日のブリストル・ローヴァーズ戦に後半途中出場し、オールダムでのデビューとなった。
ディコフは若手を中心としたチームを作ることを決め、2009-10シーズンの年間最優秀選手でキャプテンのショーン・グレーガンとチーム得点王のパヴェル・アボットを放出するという、物議を醸す決断を下した。新年を迎えたときには、ホームでは無敗で9位につけていたが、シーズン後半の成績は安定せず、最終的には17位でシーズンを終えた。2011年5月6日、ディコフはシーズン最終戦でシーズン2度目の出場をし、その後は監督に専念するために現役生活を終えると表明した。翌日、現役最後の試合となったミルトン・キーンズ・ドンズ戦は後半32分から途中出場した。
2011-12シーズンは前シーズンより1つ順位を上げ、リーグ1を16位で終えた。
2013年1月27日には、FAカップ4回戦のリヴァプール戦で3-2の衝撃的な勝利を導いたが、リーグでの成績不振を理由に2月3日に辞任した。

### ドンカスター・ローヴァーズ
2013年5月20日、2012-13シーズンのリーグ1を制しチャンピオンシップに昇格したドンカスター・ローヴァーズFCの監督に就任した。ドンカスターは最終節でレスター・シティに0-1で敗れ、わずか1シーズンでリーグ1に降格した。2015年9月8日、成績不振を理由にドンカスターの監督を解任された。

## 私生活
既婚者であり、3人の子供がいる。家族はチェシャーに住んでいる。ディコフという姓はブルガリア人の祖父に由来している。
スペインのラ・マンガでのトレーニングキャンプ中の2004年3月、レスター・シティのチームメイトであるキース・ギレスピーとフランク・シンクレアとともに、性的暴行の疑いがかけられた。その後、法医学検査により申し立てが虚偽であることが判明し、3人全員が無罪となった。ディコフは後にこのことをサッカー選手としてのキャリアで「最も暗い時期」と表現した。

## 個人成績

### クラブ
| 所属クラブ                   | シーズン     | リーグ             | リーグ | リーグ | カップ | カップ | リーグカップ | リーグカップ | その他 | その他 | 合計 | 合計 |
| 所属クラブ                   | シーズン     | 所属リーグ         | 出場   | 得点   | 出場   | 得点   | 出場         | 得点         | 出場   | 得点   | 出場 | 得点 |
| ---------------------------- | ------------ | ------------------ | ------ | ------ | ------ | ------ | ------------ | ------------ | ------ | ------ | ---- | ---- |
| アーセナル                   | 1992-93      | プレミアリーグ     | 3      | 2      | 0      | 0      | 0            | 0            | –      | –      | 3    | 2    |
| アーセナル                   | 1993-94      | プレミアリーグ     | 1      | 0      | 0      | 0      | 0            | 0            | 0      | 0      | 1    | 0    |
| アーセナル                   | 1994-95      | プレミアリーグ     | 9      | 0      | 0      | 0      | 4            | 3            | 0      | 0      | 13   | 3    |
| アーセナル                   | 1995-96      | プレミアリーグ     | 7      | 1      | 0      | 0      | 0            | 0            | 0      | 0      | 7    | 1    |
| アーセナル                   | 合計         | 合計               | 20     | 3      | 0      | 0      | 4            | 3            | 0      | 0      | 24   | 6    |
| ルートン・タウン             | 1993-94      | ディヴィジョン1    | 15     | 1      | –      | –      | –            | –            | –      | –      | 15   | 1    |
| ブライトン                   | 1993-94      | ディヴィジョン2    | 8      | 5      | –      | –      | –            | –            | –      | –      | 8    | 5    |
| マンチェスター・シティ       | 1996-97      | ディヴィジョン1    | 29     | 5      | 1      | 0      | 2            | 0            | –      | –      | 32   | 5    |
| マンチェスター・シティ       | 1997-98      | ディヴィジョン1    | 30     | 9      | 2      | 0      | 1            | 0            | –      | –      | 33   | 9    |
| マンチェスター・シティ       | 1998-99      | ディヴィジョン2    | 35     | 10     | 4      | 1      | 4            | 2            | 3      | 2      | 46   | 15   |
| マンチェスター・シティ       | 1999-2000    | ディヴィジョン1    | 34     | 5      | 1      | 0      | 2            | 1            | –      | –      | 37   | 6    |
| マンチェスター・シティ       | 2000-01      | プレミアリーグ     | 21     | 4      | 1      | 0      | 3            | 1            | –      | –      | 25   | 5    |
| マンチェスター・シティ       | 2001-02      | ディヴィジョン1    | 7      | 0      | 0      | 0      | 1            | 1            | –      | –      | 8    | 1    |
| マンチェスター・シティ       | 合計         | 合計               | 156    | 33     | 9      | 1      | 13           | 5            | 3      | 2      | 181  | 41   |
| レスター・シティ             | 2001-02      | プレミアリーグ     | 12     | 4      | –      | –      | –            | –            | –      | –      | 12   | 4    |
| レスター・シティ             | 2002-03      | ディヴィジョン1    | 42     | 17     | 2      | 2      | 2            | 1            | –      | –      | 46   | 20   |
| レスター・シティ             | 2003-04      | プレミアリーグ     | 35     | 11     | 2      | 1      | 2            | 1            | –      | –      | 39   | 13   |
| レスター・シティ             | 合計         | 合計               | 89     | 32     | 4      | 3      | 4            | 2            | –      | –      | 97   | 37   |
| ブラックバーン・ローヴァーズ | 2004-05      | プレミアリーグ     | 29     | 9      | 6      | 1      | 0            | 0            | –      | –      | 39   | 10   |
| ブラックバーン・ローヴァーズ | 2005-06      | プレミアリーグ     | 21     | 5      | 1      | 0      | 4            | 2            | –      | –      | 26   | 7    |
| ブラックバーン・ローヴァーズ | 合計         | 合計               | 50     | 14     | 7      | 1      | 4            | 2            | –      | –      | 65   | 17   |
| マンチェスター・シティ       | 2006-07      | プレミアリーグ     | 16     | 0      | 1      | 0      | 1            | 0            | –      | –      | 18   | 0    |
| マンチェスター・シティ       | 2007-08      | プレミアリーグ     | –      | –      | –      | –      | 1            | 0            | –      | –      | 1    | 0    |
| マンチェスター・シティ       | 合計         | 合計               | 16     | 0      | 1      | 0      | 2            | 0            | –      | –      | 19   | 0    |
| クリスタル・パレス           | 2007-08      | チャンピオンシップ | 9      | 0      | –      | –      | –            | –            | –      | –      | 9    | 0    |
| ブラックプール               | 2007-08      | チャンピオンシップ | 11     | 6      | –      | –      | –            | –            | –      | –      | 11   | 6    |
| レスター・シティ             | 2008-09      | リーグ1            | 20     | 2      | 3      | 0      | 2            | 1            | 1      | 0      | 26   | 3    |
| レスター・シティ             | 2009-10      | チャンピオンシップ | 1      | 0      | –      | –      | 1            | 0            | –      | –      | 2    | 0    |
| レスター・シティ             | 合計         | 合計               | 21     | 2      | 3      | 0      | 3            | 1            | 1      | 0      | 28   | 3    |
| ダービー・カウンティ         | 2009-10      | チャンピオンシップ | 16     | 2      | –      | –      | –            | –            | –      | –      | 16   | 2    |
| リーズ・ユナイテッド         | 2009-10      | リーグ1            | 4      | 0      | –      | –      | –            | –            | –      | –      | 4    | 0    |
| オールダム・アスレティック   | 2010-11      | リーグ1            | 2      | 0      | 0      | 0      | 0            | 0            | 0      | 0      | 2    | 0    |
| キャリア通算                 | キャリア通算 | キャリア通算       | 417    | 100    | 24     | 5      | 30           | 13           | 4      | 2      | 475  | 120  |

### 代表
| スコットランド代表 | スコットランド代表 | スコットランド代表 |
| 年                 | 出場               | 得点               |
| ------------------ | ------------------ | ------------------ |
| 2000               | 3                  | 0                  |
| 2001               | 0                  | 0                  |
| 2002               | 1                  | 0                  |
| 2003               | 3                  | 1                  |
| 2004               | 3                  | 0                  |
| 通算               | 10                 | 1                  |

## 監督成績
2015年9月8日現在
| クラブ                     | 就任          | 退任         | 記録 | 記録 | 記録 | 記録 | 記録   |
| クラブ                     | 就任          | 退任         | 試   | 勝   | 分   | 敗   | 勝率   |
| -------------------------- | ------------- | ------------ | ---- | ---- | ---- | ---- | ------ |
| オールダム・アスレティック | 2010年6月9日  | 2013年2月3日 | 141  | 43   | 37   | 61   | 030.50 |
| ドンカスター・ローヴァーズ | 2013年5月20日 | 2015年9月8日 | 113  | 34   | 30   | 49   | 030.09 |
| 合計                       | 合計          | 合計         | 254  | 77   | 67   | 110  | 030.31 |

## タイトル

### クラブ
アーセナル
- UEFAカップウィナーズカップ: 1993-94

レスター・シティ
- EFLリーグ1: 2008-09

### 個人
- PFA年間ベストイレブン: 2002-03ディヴィジョン1